# Setge de Palerm (1392)
El Setge de Palerm de 1392 fou el resultat de la revolta d'Andrea Chiaramonte contra Martí el Jove.

## Antecedents
Martí el Jove es va convertir en rei de Sicília després del matrimoni amb Maria de Sicília però els vicaris i barons de Sicília, reunits a Castronovo el 10 de juliol de 1391 van rebutjar el nou príncep i van jurar lleialtat a la reina Maria. El març següent, quan Martí va arribar a Sicília amb la seva dona Maria, el seu pare i un ampli seguici, els barons van retre homenatge al nou rei tret d'Andrea Chiaramonte, almirall del regne, provocant la ira del rei.

## El setge
Andrea Chiaramonte es va refugiar en el Palazzo Chiaramonte Steri i va enviar al seu exèrcit per envoltar-lo, controlant una quarta part de la ciutat i proveïts per comerciants genovesos que infringien l'ordre de Antoniotto I Adorno, dux de Gènova d'aïllar els rebels. Aprofitant el complicat moment polític van haver diversos actes antijueus que el rei Martí va esmorteir amb citant la butlla Sicut Judaeis, actualitzada pel Papa Martí IV en 1281. El setge va acabar després d'un mes amb la captura i lliurament de Chiaramonte, qui es va veure obligat a declarar la seva submissió.

## Conseqüències
Andrea Chiaramonte va ser executat per decapitació l'1 de juny de 1392 a Palerm, davant del Palazzo Chiaramonte Steri en l'actual Piazza Marina. Amb ell, la família Chiaramonte es va extingir, els seus béns van ser confiscats i es van dividir entre Guillem Ramon de Montcada i Bernat IV de Cabrera.
Amb el temps el Palazzo Chiaramonte Steri es va convertir en la seu de la Inquisició i en l'actualitat és seu de la Universitat de Palerm.